# Partido Popular Guineense
Partido Popular Guineense (PPG) foi um partido político de Guiné-Bissau, fundado em 1999 por João Tátis Sá, um médico residente em Portugal. Em 2004 o PPG se juntou à coalizão Aliança Popular Unida (APU). Esta coalização nas eleições legislativas do mesmo ano, conseguiu apenas 1.36% dos votos e um assento na Assembleia Nacional Popular (ANP). No ano seguinte, Sá se candidatou para presidente, ficando em último na corrida eleitoral. Em 2005, a APU é dissolvida e o partido ficava inativo.